# Державне агентство розвитку туризму України
Державне агентство розвитку туризму України (ДАРТ) ― центральний орган виконавчої влади, робота якого спрямована на розвиток туризму та курортів країни. Діяльність агентства спрямовується Кабінетом Міністрів України через Міністра інфраструктури і який реалізує державну політику у сфері туризму та курортів (крім здійснення державного нагляду (контролю) у сфері туризму та курортів).

## Історія
Державне агентство розвитку туризму України утворене 4 грудня 2019 року відповідно до постанови КМУ № 995.
24 грудня 2019 р. Кабінет Міністрів України затвердив постанову щодо діяльності ДАРТ, яка також регламентує його повноваження та сфери компетенції.
3 березня 2020 р. розпорядженням КМУ Головою ДАРТ було призначено Мар'яну Олеськів, яку було звільнено 21 січня 2025 року.
З 21 січня 2025 року Юлія Касян, яка виконувала обов'язки до 18 квітня 2025 року.
З 18 квітня 2025 року Наталія Табака.

## Попередні органи
- Державний комітет України по туризму (Держкомтуризму) утворений 12 серпня 1993 року, підпорядковувався Кабінету міністрів України[9]. Ліквідовано постановою КМУ від 25 серпня 2004 року № 1109[10].
- Державний департамент туризму утворений 9 серпня 2001 року при Міністерстві України у справах сім'ї, молоді та спорту[11]. Ліквідований постановою КМУ від 11 липня 2002 року № 957[12].
- Державна служба туризму та курортів (Держтуризмкурорт) утворена 13 лютого 2006 року при Міністерстві культури та туризму[13]. Ліквідоване постановою КМУ від 28 березня 2010 року № 346[14].
- Державне агентство України з туризму та курортів (Держтуризмкурорт України)  утворене 6 квітня 2011 року при Міністерстві інфраструктури України[15]. Ліквідоване 14 січня 2015 року[16][17].
- Департамент туризму та курортів створений 22 липня 2016 року при Міністерстві економічного розвитку і торгівлі України[18].

## Проєкти ДАРТ

### Мандруй Україною
#МандруйУкраїною — масштабний всеукраїнський проєкт, мета якого — популяризувати внутрішній туризм серед громадян України і в'їзного серед іноземців. Цей проєкт підтримали українські зірки. До челенджу приєдналися Олександр Пономарьов, Дмитро Комаров, Катерина Осадча, Оля Полякова, Олексій Потапенко, Марія Єфросиніна, MONATIK, Макс Барських, Євген Клопотенко, Міла Єрємєєва, Настя Каменських, Світлана Тарабарова, гурт «Без Обмежень» та багато інших.

## Нормативно-правова база
- Закон України «Про туризм» [Архівовано 13 липня 2021 у Wayback Machine.]
- Положення «Про Державне агентство розвитку туризму України» [Архівовано 15 грудня 2020 у Wayback Machine.]